# Alexander Pinwinkler

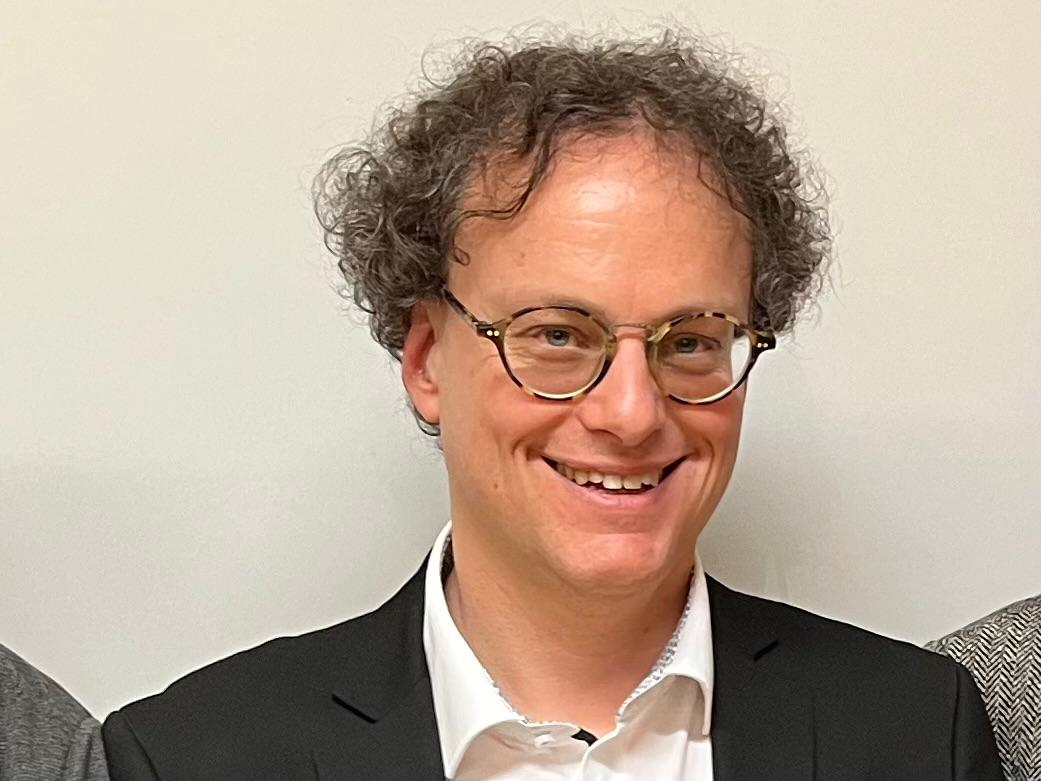
Alexander Pinwinkler bei einer Veranstaltung der Welser Initiative gegen Faschismus zu belasteten Straßennamen im Schloss Puchberg am 2. April 2025

Alexander Pinwinkler (* 6. Mai 1975 in Salzburg) ist ein österreichischer Historiker.

## Leben
Alexander Pinwinkler maturierte 1994 am Kollegium Borromaeum Salzburg in Salzburg. Er absolvierte 1994 bis 1998 das Diplomstudium der Geschichte und Germanistik an der Universität Salzburg, woran sich das Doktoratsstudium der Neueren Geschichte anschloss. Mit seiner 2001 abgeschlossenen Dissertation mit einer Biographie über Wilhelm Winkler wurde er promoviert und begann seine Auseinandersetzung mit dem Themenfeld der Geschichte der Bevölkerungswissenschaft im 20. Jahrhundert.
Alexander Pinwinkler ist verheiratet und lebt in Niederösterreich.
In den Jahren 2001 bis 2005 war Pinwinkler Forschungsassistent am Institut für Geschichte der Universität Salzburg. Von 2005 bis 2008 setzte er diese Tätigkeit am Institut für Wirtschafts- und Sozialgeschichte der Universität Wien fort. Als Forschungsassistent bearbeitete er unter der Leitung von Josef Ehmer ein DFG-Projekt zum wissenschaftlichen Konstrukt „Bevölkerung“ in der deutschsprachigen Historiographie des 20. Jahrhunderts. 2007 wurden diese Forschungsarbeiten durch einen einjährigen Aufenthalt an der Université Louis Pasteur in Straßburg vorübergehend unterbrochen. Als Postdoc-Forscher beteiligte er sich dort unter der Leitung von Norbert Schappacher an einem Projekt zur Geschichte der deutschen Reichsuniversität Straßburg (1941–1944).
2009/10 wurde Pinwinkler als Gastforscher ans Centre Marc Bloch (CMB) in Berlin eingeladen, wo er mit Hilfe eines Habilitationsstipendiums der Fazit-Stiftung Frankfurt/Main (2010) eine Studie über die historischen Bevölkerungsforschungen in Deutschland und Österreich im 20. Jahrhundert erarbeitete, mit der er im Oktober 2012 am Institut für Wirtschafts- und Sozialgeschichte der Universität Wien habilitiert und zum Privatdozenten für Zeitgeschichte ernannt wurde. 2015/16 war Pinwinkler Gastprofessor am Fachbereich Geschichte der Universität Salzburg, 2016–2019 forschte er an derselben Institution als Senior Scientist.
Von 2021 bis 2024 bearbeitete Pinwinkler gemeinsam mit der Historikerin Maria Wirth am Institut für Zeitgeschichte der Universität Wien ein Projekt zur Geschichte des Österreichischen Patentamts. Darüber hinaus ist Pinwinkler Mitglied des Fachbeirats „Straßennamen“ der Stadt Salzburg, und er berät als externer Experte die Veterinärmedizinische Universität Wien bei der Entwicklung von Maßnahmen zur akademischen Erinnerungskultur.
Als freier Mitarbeiter an der Internationalen Stiftung Mozarteum leitet er gemeinsam mit Oliver Rathkolb ein Forschungsprojekt zur Geschichte dieser Salzburger Kulturinstitution im 20. Jahrhundert.
Pinwinkler lehrt regelmäßig als Lektor bzw. Privatdozent an den Universitäten Salzburg (seit 2004) und Wien (seit 2010). Er übernahm darüber hinaus Lehraufträge an den Universitäten Leipzig (Wintersemester 2008/09), Innsbruck (Wintersemester 2012/13), Linz (Sommersemester 2014) und Brno (Wintersemester 2024/25).
Im Wintersemester 2023/24 leitete und moderierte er eine Ringvorlesung an der Veterinärmedizinischen Universität Wien mit dem Titel „Vom (Ver-)Schweigen zum Erinnern. Universitäten und ihr Umgang mit Verfolgung und Ausgrenzung 1933–1945“.
Für das Wintersemester 2025/26 wurde Pinwinkler zum Universitätsprofessor (Große Gastprofessur) für „Geschichte des Nationalsozialismus und der Erinnerungskulturen im 20./21. Jahrhundert“ am Institut für Zeitgeschichte der Universität Wien bestellt. Er ist derzeit auch Research Fellow am Department of History der University of the Free State in Bloemfontein in Südafrika.

## Auszeichnungen und Ernennungen
- 2014 Jubiläumspreis des Böhlau Verlages Wien, vergeben durch die Österreichische Akademie der Wissenschaften[10]
- 2010 Theodor-Körner-Preis zur Förderung von Wissenschaft und Kunst[11]

## Schriften (Auswahl)
Monographien
- mit Maria Wirth: Behörde. Wissensspeicher. Serviceeinrichtung. Das Österreichische Patentamt 1899–2024 (= Innovationsmuster in der österreichischen Wirtschaftsgeschichte. Bd. 11). Studienverlag, Innsbruck u. a. 2024, ISBN 978-3-7065-6423-6.
- Die „Gründergeneration“ der Universität Salzburg. Biographien, Netzwerke, Berufungspolitik, 1960–1975. Böhlau, Wien u. a. 2020, ISBN 978-3-205-20937-9.
- Historische Bevölkerungsforschungen. Deutschland und Österreich im 20. Jahrhundert. Wallstein, Göttingen 2014, ISBN 978-3-8353-1408-5.
- mit Gudrun Exner, Josef Kytir: Bevölkerungswissenschaft in Österreich in der Zwischenkriegszeit (1918–1938). Personen, Institutionen, Diskurse (= Schriften des Instituts für Demographie der Österreichischen Akademie der Wissenschaften. Bd. 18). Böhlau, Wien u. a. 2004, ISBN 3-205-77180-X.
- Wilhelm Winkler (1884–1984) – eine Biographie. Zur Geschichte der Statistik und Demographie in Österreich und Deutschland (= Schriften zur Wirtschafts- und Sozialgeschichte. Bd. 75). Duncker & Humblot, Berlin 2003, ISBN 3-428-10864-7.

Herausgeberschaften
- mit Oliver Rathkolb: Die Internationale Stiftung Mozarteum und der Nationalsozialismus. Politische Einflüsse auf Organisation, Mozart-Forschung, Museum und Bibliothek. Pustet, Salzburg 2022, ISBN 978-3-7025-1022-0.
- mit Johannes Koll: Zuviel der Ehre? Interdisziplinäre Perspektiven auf akademische Ehrungen in Deutschland und Österreich. Böhlau, Wien u. a. 2019, ISBN 978-3-205-20680-4.
- mit Michael Fahlbusch, Ingo Haar: Handbuch der völkischen Wissenschaften. Akteure, Netzwerke, Forschungsprogramme. Unter Mitarbeit von David Hamann. 2. vollständig überarbeitete und erweiterte Auflage. 2 Bde. De Gruyter Oldenbourg, Berlin 2017, ISBN 978-3-11-042989-3.
- mit Thomas Weidenholzer: Schweigen und erinnern. Das Problem Nationalsozialismus nach 1945 (= Die Stadt Salzburg im Nationalsozialismus. Bd. 7). Stadtarchiv und Statistik der Stadt Salzburg, Salzburg 2016, ISBN 978-3-900213-31-2.
- mit Annemarie Steidl, Thomas Buchner, Werner Lausecker, Sigrid Wadauer, Hermann Zeitlhofer: Übergänge und Schnittmengen. Geschichte der Arbeit, Migration, Bevölkerung und Wissenschaftsgeschichte in Diskussion. Böhlau, Wien u. a. 2008, ISBN 978-3-205-77805-9.
- mit Josef Ehmer, Werner Lausecker: Bevölkerungskonstruktionen in Geschichte, Sozialwissenschaften und Politiken des 20. Jahrhunderts. Transdisziplinäre und internationale Perspektiven (= Historical Social Research/Historische Sozialforschung. Sonderheft 31, Nr. 4). Köln 2006.